# Fußball in Mexiko
In Mexiko entwickelte der Fußballsport sich vorwiegend in der Hauptstadt sowie den benachbarten Bundesstaaten Hidalgo, México, Morelos und Puebla; ferner in dem östlich der Hauptstadt gelegenen Küstenstaat Veracruz sowie in den westlich gelegenen Bundesstaaten Guanajuato, Michoacán und – ganz besonders – in Jalisco. Insofern konzentriert sich das Ballungsgebiet der erfolgreichsten mexikanischen Fußballmannschaften in einem Radius von etwa 600 Kilometern um die Hauptstadt. Im Norden des Landes waren – vermutlich bedingt durch die geografische Nähe zu den USA – Sportarten wie Baseball und Basketball stets populärer als Fußball. In dieser Region konnten sich einzig die Städte Monterrey (Nuevo León) und Torreón (Coahuila) mit den Vereinen CF Monterrey, UANL Tigres und Santos Laguna als feste Größen etablieren und insgesamt 18 Meistertitel für sich verbuchen. Gänzlich vernachlässigte Fußballgebiete waren traditionell die beiden Halbinseln Baja California im äußersten Westen und Yucatán im äußersten Osten des Landes. Letztgenannte Halbinsel beherbergt aber seit dem Umzug des ehemaligen Hauptstadtvereins CF Atlante im Frühjahr 2007 nach Cancún (Quintana Roo) auch einen Erstligisten, der an seiner neuen Wirkungsstätte sogar auf Anhieb einen Meistertitel gewann. 5 Jahre später gewann mit den Xolos Tijuana erstmals auch eine Mannschaft der anderen Halbinsel den Meistertitel.

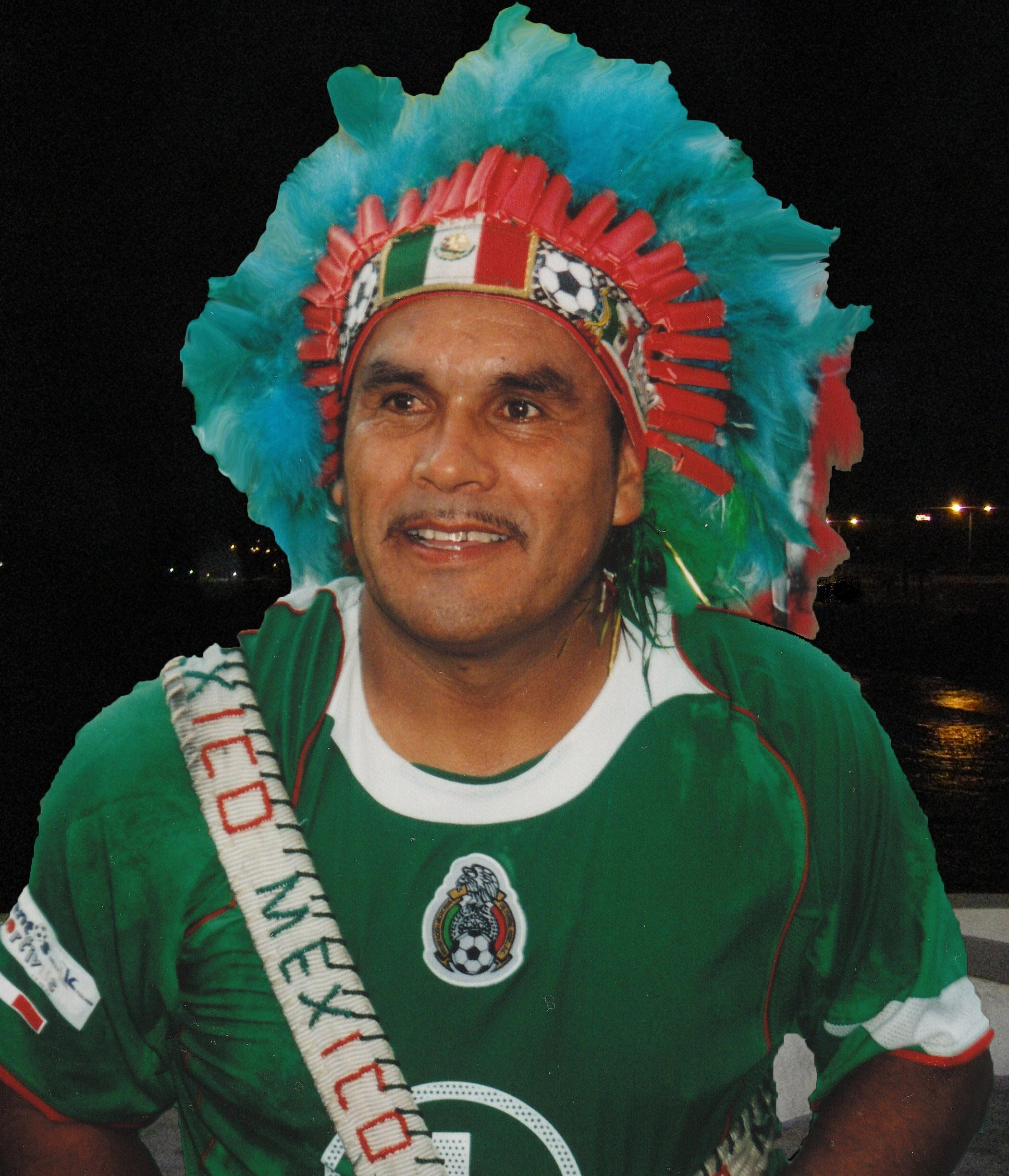
Der wohl berühmteste Fan der mexikanischen Fußballnationalmannschaft war sowohl zum Confederations Cup 2005 als auch zur Fußball-Weltmeisterschaft 2006 nach Deutschland angereist. Er war mehrfach im Fernsehen zu sehen und erschien auf dem Titelbild der Zeitschrift bienvenido, dem offiziellen WM-Guide der Stadt Göttingen, wo die mexikanische Nationalmannschaft ihr Quartier bezogen hatte.

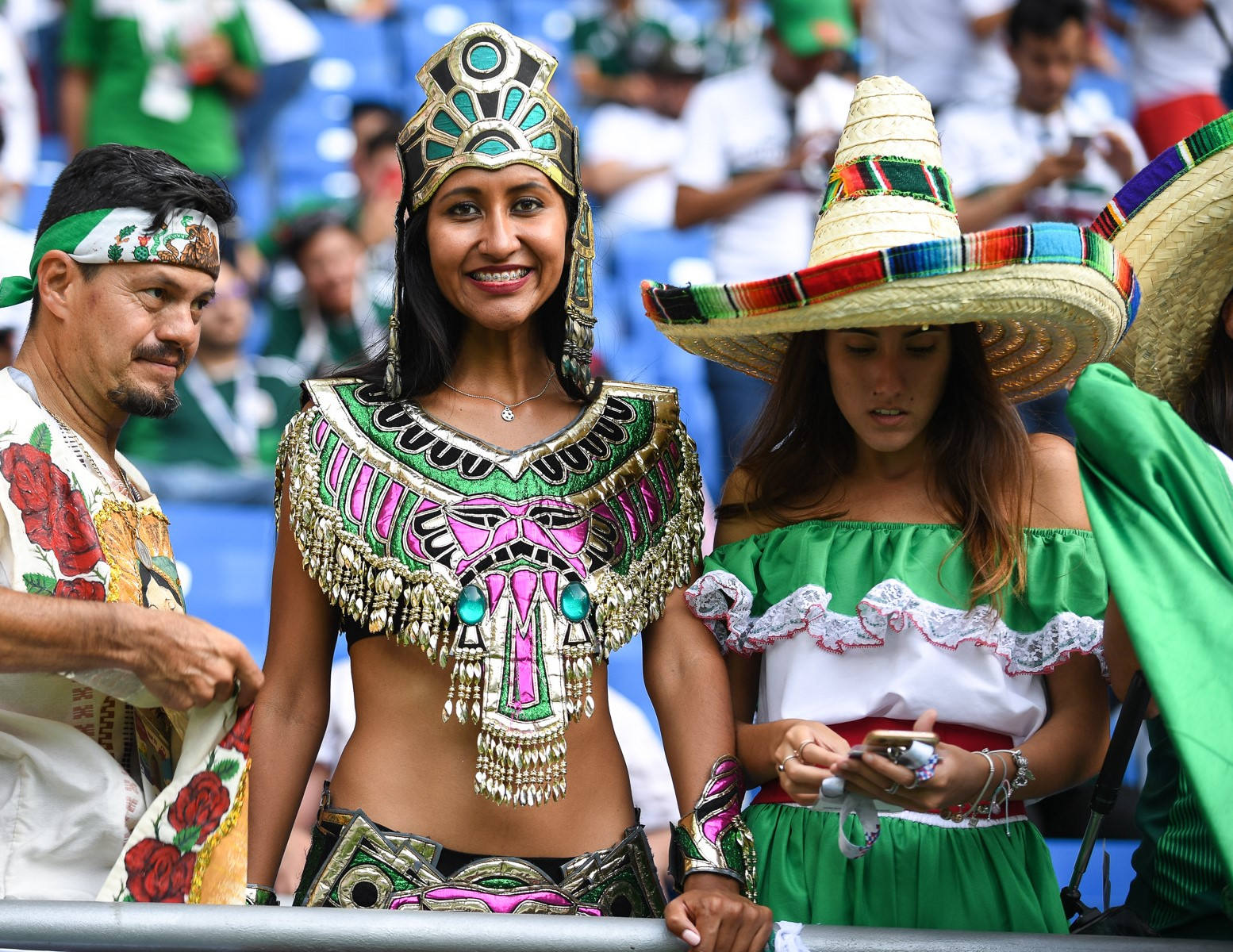
Mexikanische Fans bei der WM 2018.

## Fußball in den Regionen
Politisch besteht Mexiko aus 31 Bundesstaaten und dem Distrito Federal, somit also insgesamt 32 geografischen Gebieten. Der Einfachheit halber soll der Distrito Federal, der innere Hauptstadtbezirk, im folgenden Text wie ein Bundesstaat behandelt werden. Denn der Schwerpunkt dieses Artikels ist die Bedeutung des Fußballsports in den 32 geografischen Einheiten Mexikos bzw. konkreter sind es die erfolgreichsten Vereine des jeweiligen Bundesstaates.
Aus 14 Bundesstaaten (inklusive des Distrito Federal) kam bisher mindestens eine Meistermannschaft, weitere 6 Bundesstaaten waren schon durch mindestens eine Mannschaft in der Liga MX vertreten. Von den verbleibenden 12 Bundesstaaten können 11 immerhin mindestens eine Zweitligamannschaft vorweisen. Lediglich Baja California Sur war noch nie durch eine Mannschaft in den beiden höchsten Ligen vertreten.
Hierauf basierend ist der Artikel in 4 Rubriken unterteilt. Im ersten Teil werden die 14 Bundesstaaten behandelt, die einen oder mehrere Landesmeister hervorgebracht haben. Der zweite Teil befasst sich mit den weiteren sechs Bundesstaaten, die zumindest schon einmal in der Primera División vertreten waren. Der dritte Teil erörtert die elf Bundesstaaten, die noch nicht in der höchsten Spielklasse vertreten waren, aber zumindest schon in einer zweitklassigen Liga. Schließlich befasst der letzte Teil sich mit dem einzigen Bundesstaat, dessen Vereine bisher nicht über die dritte Spielklasse hinausgekommen sind.
Die Reihenfolge, in der die Bundesstaaten innerhalb der jeweiligen Rubrik genannt werden, bestimmt sich anhand ihres Erfolgsquotienten, der sich aus der nachstehenden Tabelle ergibt. So gilt im ersten Teil als erfolgreicher, wer mehr Meistermannschaften hervorgebracht hat (Stand: einschl. Saison 2019/20). Im zweiten Teil gilt als erfolgreicher, wer eine längere Erstligazugehörigkeit vorzuweisen hat (Stand: einschl. Teilnehmer in der Saison 2020/21). Bei den Bundesstaaten mit Zweitligamannschaften wird auf eine Klassifizierung nach Erfolg verzichtet und die alphabetische Sortierung der Bundesstaaten gewählt.
Innerhalb der Bundesstaaten werden die Vereine gemäß ihrer Bedeutung für den jeweiligen Bundesstaat eingestuft. So bestimmt sich die Reihenfolge im ersten Teil nach der Anzahl gewonnener Meistertitel. Bei Gleichstand entscheidet – wie grundsätzlich auch im zweiten bis vierten Teil – die Dauer der Ligazugehörigkeit. Bei gleich langer Ligazugehörigkeit wird grundsätzlich die Mannschaft zuerst genannt, die aktuell noch in der Liga vertreten ist. Ist dies nicht der Fall, bestimmt sich die Reihenfolge anhand der Chronologie des Erscheinens in der betreffenden Liga.
Einem Verein werden in der jeweiligen Rubrik nur die Titel und die Jahre der Ligazugehörigkeit zugerechnet, die er während jener Zeit errungen hat, als er in dem entsprechenden Bundesstaat beheimatet war. Demnach werden von den acht Meistertiteln, die Cruz Azul gewann, die ersten beiden Hidalgo zugeschlagen und die anderen sechs dem Distrito Federal. Gleiches gilt für Atlante: ihre Titel aus den Jahren 1947 und 1993 werden für den Distrito Federal gewertet, der jüngste Erfolg vom Dezember 2007 hingegen für Quintana Roo.

### Ranking der mexikanischen Bundesstaaten anhand ihres Erfolgsquotienten im Fußball

#### Bundesstaaten mit bestenfalls Erstliga-Mannschaften
| Bundesstaat     | Mannschaften | Meisterschaften |
| --------------- | ------------ | --------------- |
| Mexiko-Stadt    | 8            | 33              |
| Jalisco         | 6            | 15              |
| Guanajuato      | 6            | 7               |
| Morelos         | 5            | 3               |
| Querétaro       | 5            | 0               |
| México          | 4            | 10              |
| Tamaulipas      | 4            | 1               |
| Nuevo León      | 3            | 12              |
| Hidalgo         | 3            | 8               |
| Coahuila        | 3            | 6               |
| Veracruz        | 3            | 2               |
| Michoacán       | 3            | 1               |
| Puebla          | 3            | 2               |
| Chihuahua       | 3            | 0               |
| San Luis Potosí | 3            | 0               |
| Sinaloa         | 2            | 0               |
| Baja California | 1            | 1               |
| Quintana Roo    | 1            | 1               |
| Aguascalientes  | 1            | 0               |
| Chiapas         | 1            | 0               |

#### Bundesstaaten mit bestenfalls Zweitliga-Mannschaften
| Bundesstaat | Mannschaften |
| ----------- | ------------ |
| Colima      | 5            |
| Guerrero    | 5            |
| Oaxaca      | 5            |
| Sonora      | 5            |
| Tabasco     | 4            |
| Tlaxcala    | 3            |
| Nayarit     | 2            |
| Yucatán     | 2            |
| Zacatecas   | 2            |
| Campeche    | 1            |
| Durango     | 1            |

#### Bundesstaat mit bestenfalls Drittliga-Mannschaften
| Bundesstaat         | Mannschaften |
| ------------------- | ------------ |
| Baja California Sur | 2            |

## Bundesstaaten mit Meistermannschaften

### Distrito Federal
| Verein              | Sitz         | Spielzeiten                                          | Titel |
| ------------------- | ------------ | ---------------------------------------------------- | ----- |
| América             | Mexiko-Stadt | seit 1943/44                                         | 13    |
| UNAM Pumas          | Mexiko-Stadt | seit 1962/63                                         | 07    |
| Cruz Azul           | Mexiko-Stadt | seit 1971/72                                         | 06    |
| Necaxa/Atl. Español | Mexiko-Stadt | 1950/51-02/03                                        | 03    |
| Atlante             | Mexiko-Stadt | 1943/44-75/76, 77/78-88/89, 91/92-01/02, 04/05-06/07 | 02    |
| España              | Mexiko-Stadt | 1943/44-49/50                                        | 01    |
| Asturias            | Mexiko-Stadt | 1943/44-49/50                                        | 01    |
| Marte               | Mexiko-Stadt | 1943/44-52/53                                        | --    |

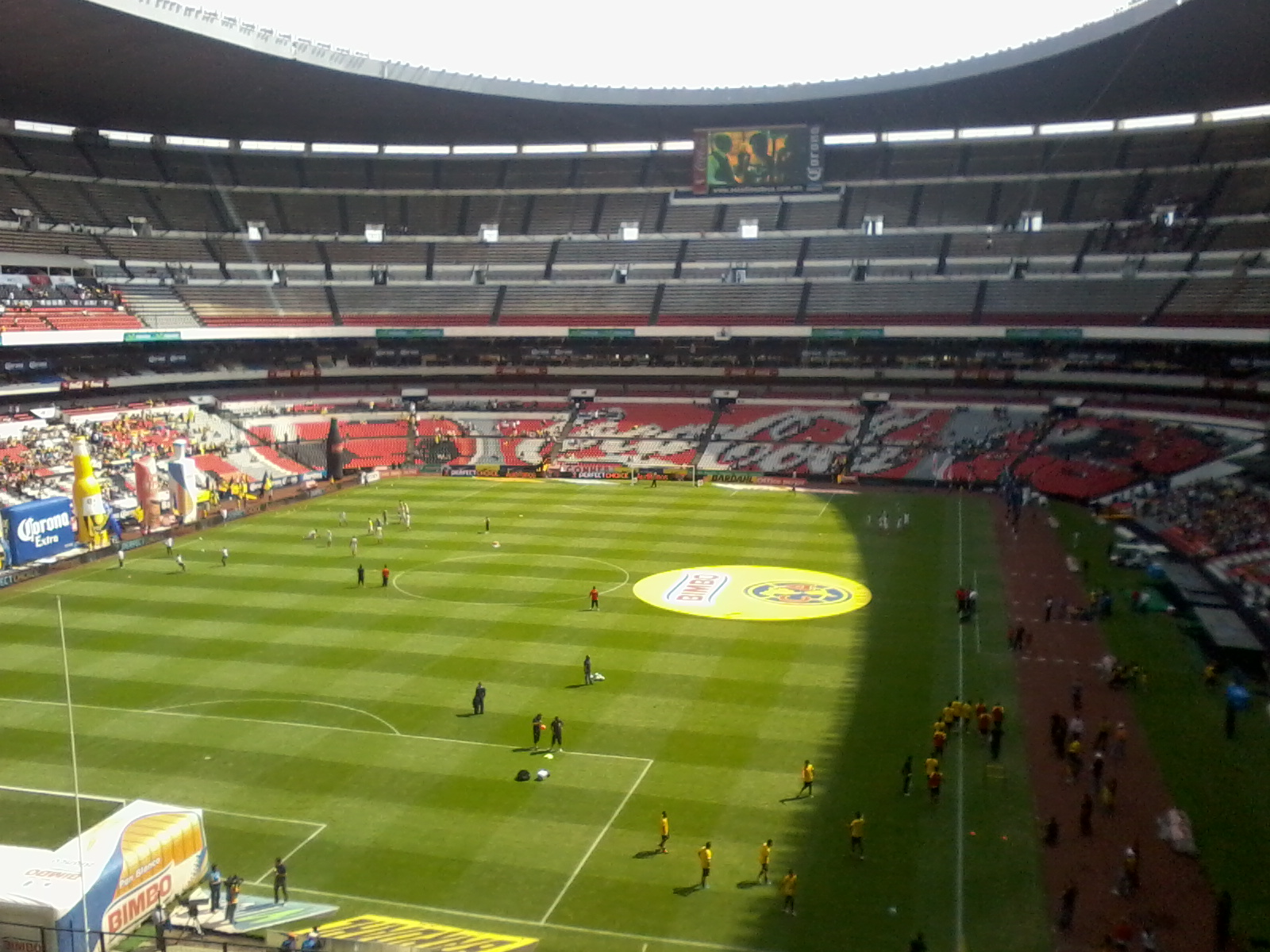
Das Aztekenstadion von Mexiko-Stadt ist das größte Stadion Mexikos und war zweimal Austragungsort eines WM-Finals.

Kein Bundesstaat war mit so vielen Mannschaften in der Primera División vertreten wie der Distrito Federal. Und kein Bundesstaat kann so umzugsfreudige Vereine vorweisen. Es begann im Frühjahr 1953 mit Marte, der Mexiko-Stadt in Richtung Cuernavaca verließ. Genau 50 Jahre später verließ Necaxa die Hauptstadt in Richtung Aguascalientes. Gleich mehrfach verließ Atlante die Hauptstadt: für die Saison 1989/90 in Richtung Querétaro, für die Spielzeiten 2002/03 und 2003/04 ging es nach Nezahualcóyotl und seit 2007/08 ist der Verein in Cancún beheimatet. Der einzige Verein, der nach Mexiko-Stadt kam, war Cruz Azul im Frühjahr 1971.
- siehe auch: Fußball in Mexiko-Stadt / Liga Española de Fútbol (Mexiko) / Liga Interclubes de Fútbol Soccer Amateur

### Jalisco
| Verein                | Sitz        | Spielzeiten                                         | Titel |
| --------------------- | ----------- | --------------------------------------------------- | ----- |
| Deportivo Guadalajara | Guadalajara | seit 1943/44                                        | 12    |
| Atlas Guadalajara     | Guadalajara | 1943/44-53/54, 55/56-70/71, 72/73-77/78, seit 79/80 | 01    |
| Tecos                 | Zapopán     | 1975/76-11/12                                       | 01    |
| Oro/Jalisco           | Guadalajara | 1944/45-79/80                                       | 01    |
| Leones Negros         | Guadalajara | 1974/75-93/94, 2014/15                              | --    |
| Nacional              | Guadalajara | 1961/62-64/65                                       | --    |

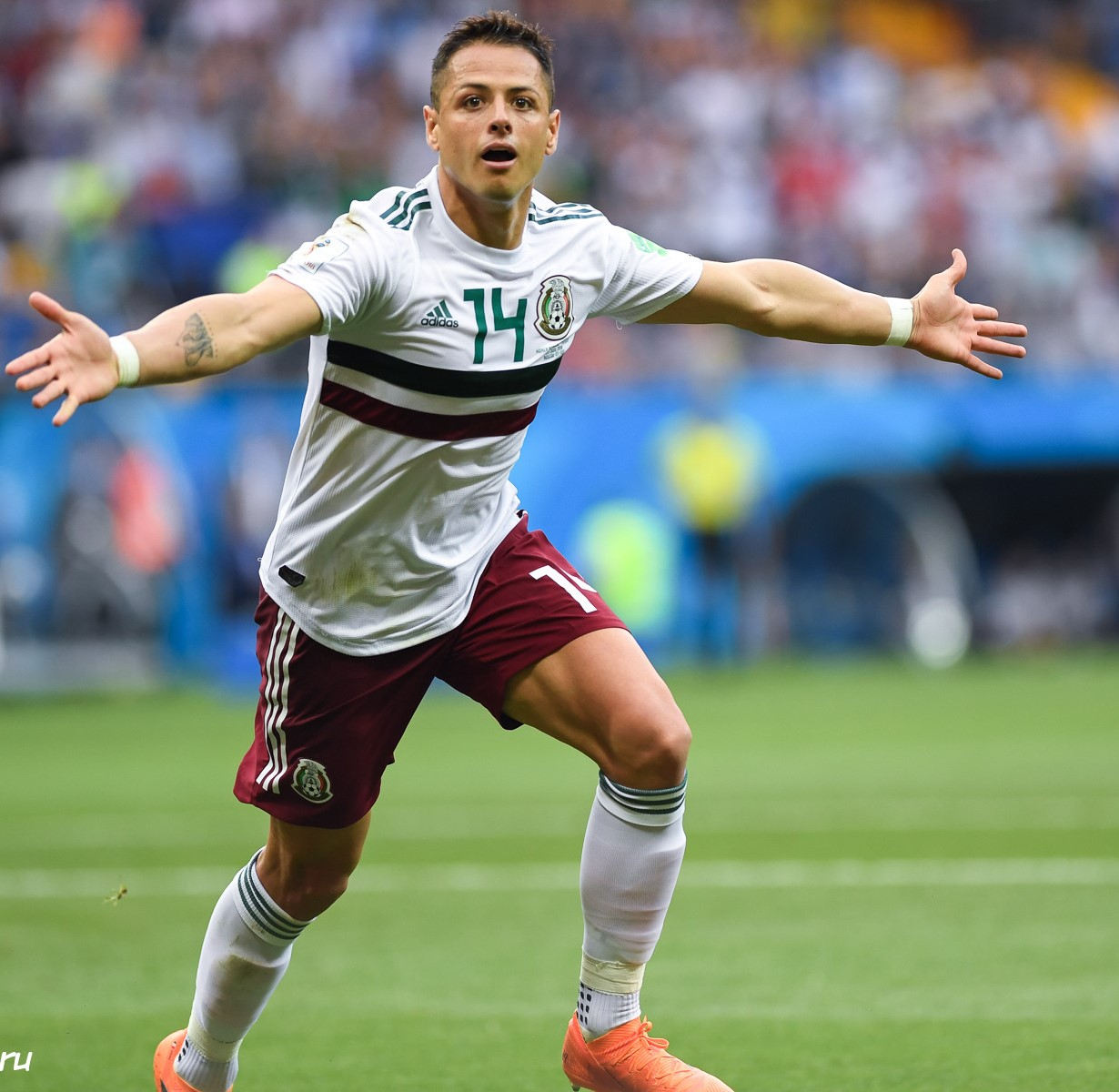
Chicharito aus dem Nachwuchs von Deportivo Guadalajara spielte bei internationalen Topvereinen wie Real Madrid und Manchester United.

Mit dem Club Deportivo „Chivas“ Guadalajara beherbergt Jalisco den langjährigen Rekordmeister der Primera División. Außerdem ist Chivas der einzige Verein neben dem heutigen Rekordmeister Club América, seinem Erzrivalen, der der Primera División seit ihrer Gründung ununterbrochen angehört. Ferner ist Chivas das populärste Team des Landes. Die enorme Popularität des Vereins basiert aber nicht allein auf seinen Erfolgen (und im letzten halben Jahrhundert kam er auch nicht über 5 Meistertitel hinaus), sondern in erster Linie aufgrund des konsequenten Festhaltens an seiner Leitlinie, nur in Mexiko geborene Spieler unter Vertrag zu nehmen.
- siehe auch: Fußball in Guadalajara / Liga Amateur de Jalisco

### Nuevo León
| Verein       | Sitz        | Spielzeiten                | Titel |
| ------------ | ----------- | -------------------------- | ----- |
| UANL Tigres  | San Nicolás | 1974/75-95/96, seit 97/98  | 7     |
| CF Monterrey | Monterrey   | 1945/46, 56/57, seit 60/61 | 5     |
| Nuevo León   | Monterrey   | 1966/67-68/69              | --    |

### Estado de México
| Verein           | Sitz           | Spielzeiten   | Titel |
| ---------------- | -------------- | ------------- | ----- |
| Deportivo Toluca | Toluca         | seit 1953/54  | 10    |
| Deportivo Neza   | Nezahualcóyotl | 1978/79-87/88 | --    |
| Toros Neza       | Nezahualcóyotl | 1993/94-99/00 | --    |
| Atlante          | Nezahualcóyotl | 2002/03-03/04 | --    |

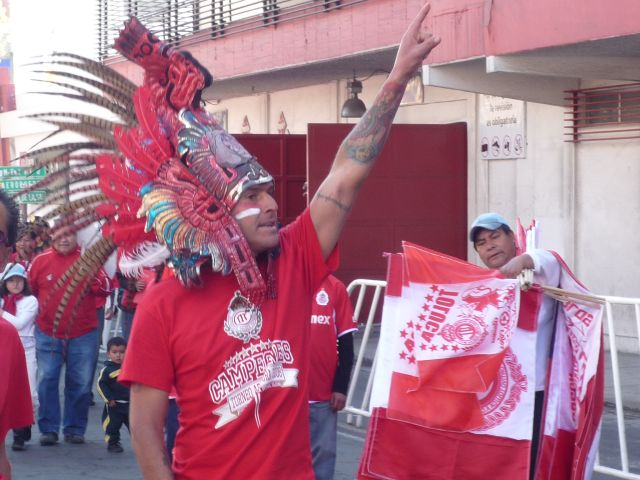
Fan von Deportivo Toluca

Der in der Bundeshauptstadt beheimatete Club Deportivo Toluca ist mit zehn Ligatiteln das unumstrittene sportliche Aushängeschild seines Bundesstaates. Alle anderen Vereine waren in der östlich von Mexiko-Stadt gelegenen Trabantenstadt Nezahualcóyotl beheimatet, konnten sich allerdings auf Dauer nicht behaupten und keinen einzigen Titel gewinnen. Der CF Atlante absolvierte hier die meisten seiner Heimspiele in den Spielzeiten 2002/03 und 2003/04, kehrte aber aufgrund von Diskrepanzen mit der Stadtverwaltung nach Mexiko-Stadt zurück. Die Toros Neza waren 1993/94 den umgekehrten Weg gegangen. Wegen Problemen mit dem Stadion trugen sie die letzten 14 ihrer insgesamt 19 Heimspiele in Pachuca aus und spielten dort unter der Bezeichnung Toros Hidalgo.
- siehe auch: Fußball in Toluca / Fußball in Nezahualcóyotl

### Hidalgo
| Verein        | Sitz    | Spielzeiten                             | Titel |
| ------------- | ------- | --------------------------------------- | ----- |
| CF Pachuca    | Pachuca | 1967/68-72/73, 92/93, 96/97, seit 98/99 | 6     |
| Cruz Azul     | Jasso   | 1964/65-70/71                           | 2     |
| Toros Hidalgo | Pachuca | 1993/94                                 | --    |

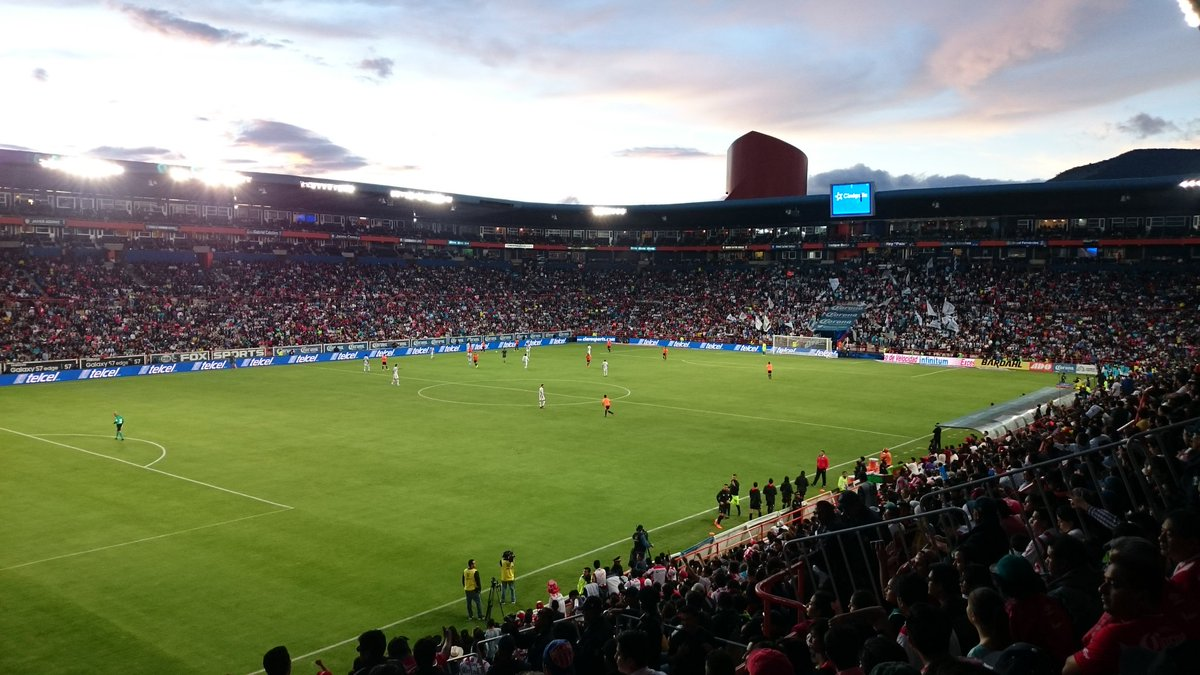
Das Estadio Hidalgo in Pachuca gilt als eines der komfortabelsten Stadien Lateinamerikas.

Das Aushängeschild des Bundesstaates ist der in der Bundeshauptstadt ansässige CF Pachuca mit insgesamt sechs Meistertiteln, deren erster Erfolg im Jahr 1999 errungen wurde. Erster Vertreter des Bundesstaates in der Primera División war allerdings der Club Deportivo Cruz Azul, der von Arbeitern der gleichnamigen Zementfabrik in dem kleinen Städtchen Jasso gegründet worden war und 1971 nach Mexiko-Stadt transferiert wurde. Ein kurzfristiges Gastspiel absolvierte hier die in dieser Zeit unter der Bezeichnung Toros Hidalgo auftretende Mannschaft von Toros Neza aus Nezahualcóyotl im Bundesstaat México.

### Guanajuato
| Verein              | Sitz     | Spielzeiten                                     | Titel |
| ------------------- | -------- | ----------------------------------------------- | ----- |
| Club León           | León     | 1944/45-86/87, 90/91-01/02, seit 12/13          | 7     |
| CD Irapuato         | Irapuato | 1954/55-71/72, 85/86-90/91, 00/01-Ape 01, 03/04 | --    |
| Unión de Curtidores | León     | 1974/75-80/81, 83/84                            | --    |
| Atlético Celaya     | Celaya   | 1995/96-Ape 02/03                               | --    |
| San Sebastián       | León     | 1945/46-50/51                                   | --    |
| Celaya FC           | Celaya   | 1958/59-60/61                                   | --    |

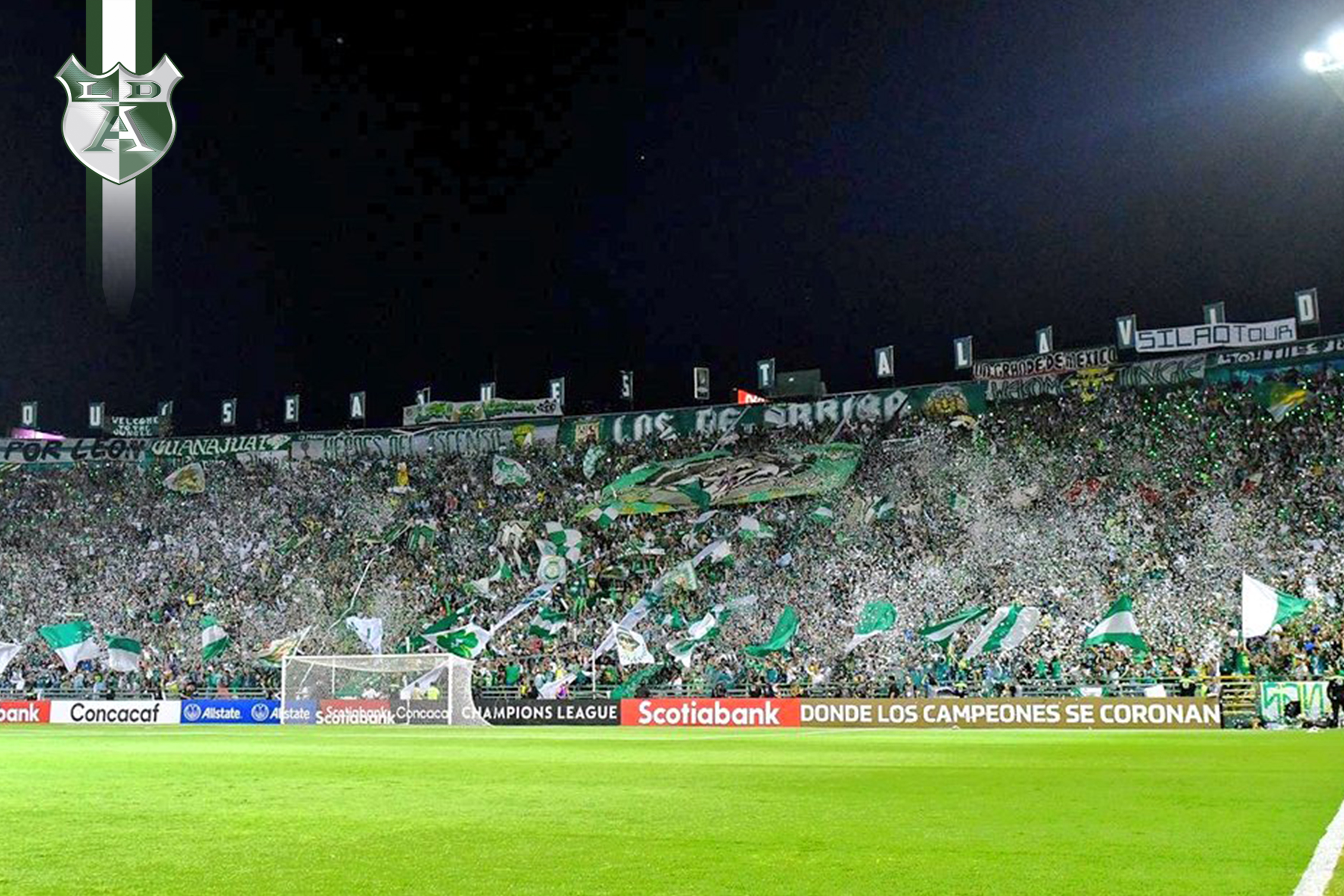
Fankurve des Club León

Der mit Abstand erfolgreichste Verein von Guanajuato – und der einzige, der bisher zu Meisterehren kam – ist der Club León. In der Stadt León bestand über weite Strecken eine traditionelle Rivalität zum Nachbarn Unión de Curtidores, bis dieser in der Bedeutungslosigkeit verschwand. Die größte Rivalität über die Stadtgrenzen hinaus wird mit dem Club Deportivo Irapuato gepflegt.

### Coahuila
| Verein        | Sitz    | Spielzeiten   | Titel |
| ------------- | ------- | ------------- | ----- |
| Santos Laguna | Torreón | seit 1988/89  | 6     |
| CF Laguna     | Torreón | 1968/69-77/78 | --    |
| CF Torreón    | Torreón | 1969/70-73/74 | --    |

### Morelos
| Verein       | Sitz       | Spielzeiten                                                 | Titel |
| ------------ | ---------- | ----------------------------------------------------------- | ----- |
| CD Zacatepec | Zacatepec  | 1951/52-61/62, 63/64-65/66, 70/71-76/77, 78/79-82/83, 84/85 | 2     |
| Marte        | Cuernavaca | 1953/54-54/55                                               | 1     |
| CD Cuautla   | Cuautla    | 1955/56-58/59                                               | --    |
| CF Oaxtepec  | Oaxtepec   | 1982/83-83/84                                               | --    |
| Colibries    | Cuernavaca | Cla 2002/03                                                 | --    |

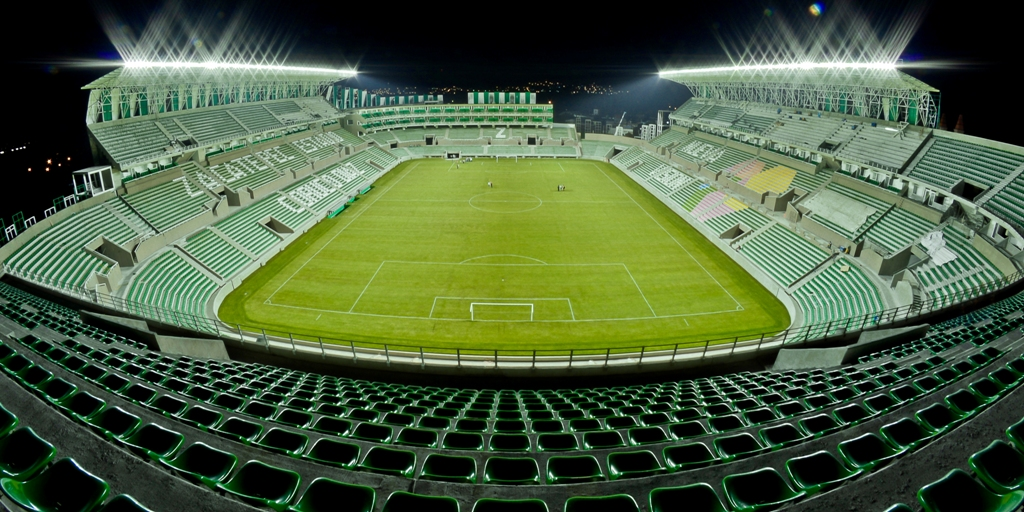
Das Estadio Agustín Coruco Díaz des CD Zacatepec, des erfolgreichsten Vereins aus dem Bundesstaat Morelos.

Der erfolgreichste und traditionsreichste Verein von Morelos ist der Club Deportivo Zacatepec, der heute die Rolle eines Filialteams des Club América aus der Hauptstadt einnimmt. Ein weiterer ehemals großer Verein war der 1953 von der Hauptstadt gekommene, ehemalige Armeesportklub Marte. Bereits im ersten Jahr nach seinem Umzug in die Bundeshauptstadt Cuernavaca gewann er den Meistertitel. Ein weiteres Jahr später stieg er allerdings ab und konnte nie wieder in die erste Liga zurückkehren.

### Veracruz
| Verein      | Sitz     | Spielzeiten                                                            | Titel |
| ----------- | -------- | ---------------------------------------------------------------------- | ----- |
| CD Veracruz | Veracruz | 1943/44-51/52, 64/65-78/79, 89/90-97/98, Cla 01/02-07/08, 13/14-Ape 19 | 2     |
| Moctezuma   | Orizaba  | 1943/44-49/50                                                          | --    |
| A.D.O.      | Orizaba  | 1943/44-48/49                                                          | --    |

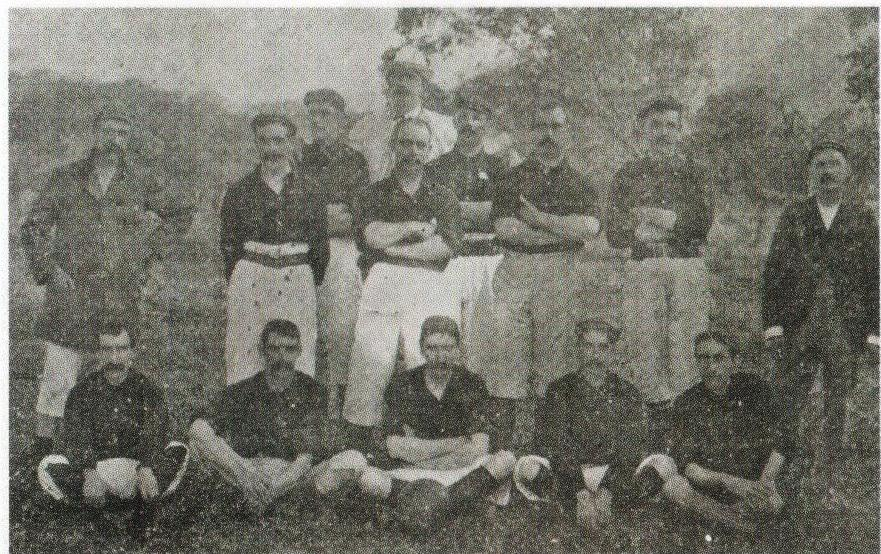
Die Mannschaft des Orizaba Athletic Club war 1903 erster Fußballmeister von Mexiko.

Bedingt durch seine exponierte Stelle als damals bedeutendster Hafenstadt des Landes kam der Fußball schon früh in die Stadt Veracruz. Ebenso aber auch nach Orizaba, wo die Industrialisierung in Mexiko früh Fuß fasste und 1901 innerhalb des bereits drei Jahre zuvor gegründeten Sportvereins Orizaba Athletic Club eine der ältesten Fußballmannschaften des Landes ins Leben gerufen worden war. Mit dem schleichenden Niedergang der Industrie ging es auch mit den Fußballvereinen dieser Stadt rasant bergab.
- siehe auch: Fußball in Orizaba / Liga Amateur de Veracruz

### Puebla
| Verein            | Sitz   | Spielzeiten                            | Titel |
| ----------------- | ------ | -------------------------------------- | ----- |
| Puebla FC         | Puebla | 1944/45-55/56, 70/71-04/05, seit 07/08 | 2     |
| Ángeles de Puebla | Puebla | 1984/85-87/88                          | --    |
| Lobos de la BUAP  | Puebla | 2017/18-18/19                          | --    |

### Tamaulipas
| Verein           | Sitz            | Spielzeiten                             | Titel |
| ---------------- | --------------- | --------------------------------------- | ----- |
| CD Tampico       | Tampico         | 1945/46-57/58, 59/60-62/63, 77/78-81/82 | 1     |
| Tampico-Madero   | Tampico         | 1982/83-89/90, 94/95                    | --    |
| UAT Correcaminos | Ciudad Victoria | 1987/88-94/95                           | --    |
| CF Madero        | Ciudad Madero   | 1965/66-66/67, 73/74-74/75              | --    |

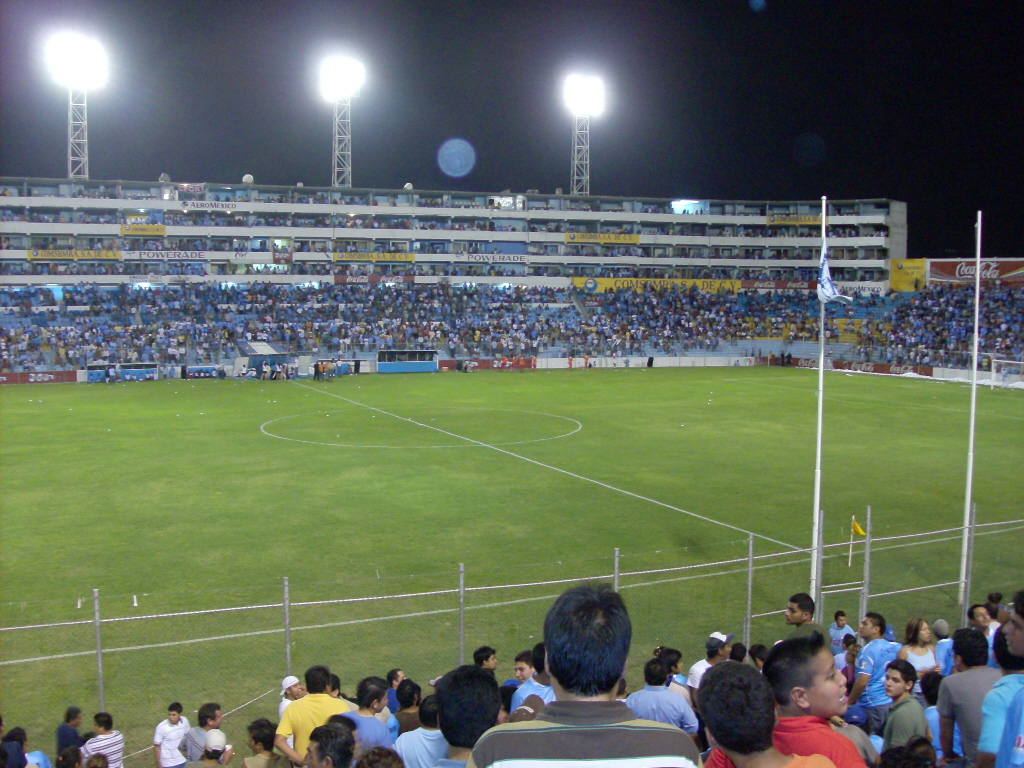
Das Estadio Tamaulipas liegt auf der Grenzlinie von Tampico und Cd. Madero.

Der Tampico-Madero Fútbol Club absolvierte die Rückrunde der Saison 1994/95 in Querétaro und trat dort unter der Bezeichnung TM Gallos Blancos auf.

### Michoacán
| Verein           | Sitz      | Spielzeiten                | Titel |
| ---------------- | --------- | -------------------------- | ----- |
| Monarcas Morelia | Morelia   | 1957/58-67/68, 81/82-19/20 | 1     |
| CD Zamora        | Zamora    | 1955/56, 57/58-59/60       | --    |
| CF La Piedad     | La Piedad | 1952/53, 01/02             | --    |

### Baja California
| Verein          | Sitz    | Spielzeiten  | Titel |
| --------------- | ------- | ------------ | ----- |
| Xoloitzcuintles | Tijuana | seit 2011/12 | 1     |

Mit dem Aufstieg des Club Xoloitzcuintles de Caliente in die Primera División im Sommer 2011 ist Baja California der 20. Bundesstaat, der eine Mannschaft in die Primera División entsendet und bereits in seiner zweiten Saison in der höchsten Spielklasse gewann der Verein den Meistertitel.

### Quintana Roo
| Verein  | Sitz   | Spielzeiten   | Titel |
| ------- | ------ | ------------- | ----- |
| Atlante | Cancún | 2007/08-13/14 | 1     |

Bevor Atlante im Frühjahr 2007 aus der Hauptstadt hierher verzog, war der erst nach der Jahrtausendwende fußballerisch aufstrebende Bundesstaat durch Inter Riviera Maya (2003/04) aus Cancún und Águilas Riviera Maya (Apertura 2005) aus Playa del Carmen nur kurzzeitig in der Primera División 'A' vertreten.

## Weitere Bundesstaaten mit Erstligamannschaften

### San Luis Potosí
| Verein            | Sitz            | Spielzeiten                                    |
| ----------------- | --------------- | ---------------------------------------------- |
| Atlético Potosino | San Luis Potosí | 1974/75-88/89                                  |
| Club San Luis     | San Luis Potosí | 1971/72-73/74, 76/77, 02/03-03/04, 05/06-12/13 |
| Atlético San Luis | San Luis Potosí | seit 2019/20                                   |

Eigentlich nur als Unterbau für den seinerzeitigen Erstligisten Club San Luis gegründet, lief Atlético Potosino seinem Ortsnachbarn bald den Rang ab und spielte 15 Jahre am Stück im Fußballoberhaus, während der Club San Luis „nur“ auf eine vierzehnjährige Erstligapraxis zurückblicken kann. Nachdem der Club San Luis 2013 aufgrund finanzieller Probleme aufgelöst worden war, wurde mit Atlético San Luis ein Nachfolgeverein gegründet, dem 2019 der Gewinn der Zweitligameisterschaft und die dadurch bedingte Rückkehr ins Oberhaus gelang.

### Querétaro
| Verein             | Sitz      | Spielzeiten                                   |
| ------------------ | --------- | --------------------------------------------- |
| Querétaro FC       | Querétaro | 1990/91-93/94, 02/03-03/04, 06/07, seit 09/10 |
| Atletas Campesinos | Querétaro | 1980/81-81/82                                 |
| Cobras Querétaro   | Querétaro | 1986/87                                       |
| Atlante            | Querétaro | 1989/90                                       |
| TM Gallos Blancos  | Querétaro | Cla 94/95                                     |

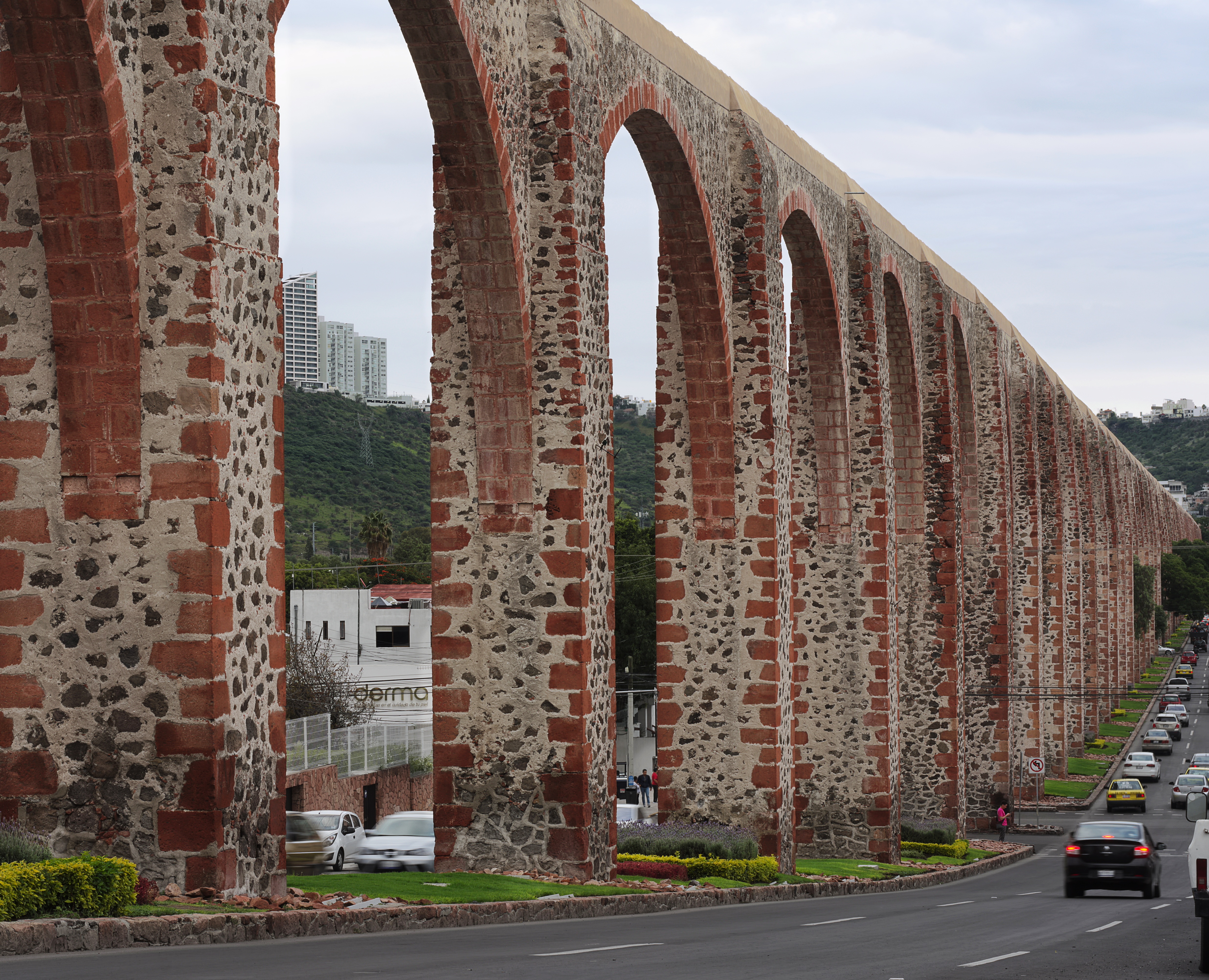
Der Aquädukt aus dem 18. Jahrhundert ist das Wahrzeichen der Stadt Querétaro und ihres sportlichen Repräsentanten Querétaro FC.

Von den bisher insgesamt fünf Erstligisten der Bundeshauptstadt waren drei hier nur auf Durchgangsstation. Die Cobras wurden bereits nach einem Jahr nach Ciudad Juárez im Bundesstaat Chihuahua verfrachtet. Der CF Atlante, der wenige Jahre später hierher gekommen war, um eine neue Heimat zu finden, wurde nie so richtig angenommen und stieg zu allem Überfluss auch noch ab, so dass er nach nur einer Spielzeit wieder nach Mexiko-Stadt zurückkehrte. Die aus Tamaulipas gekommene und hier in Gallos Blancos umbenannte Mannschaft des ehemaligen Tampico-Madero FC tat es Atlante gleich und stieg ab, kaum dass sie hier angekommen war. Auch sie verschwand so schnell, wie sie gekommen war.

### Chiapas
| Verein     | Sitz             | Spielzeiten     |
| ---------- | ---------------- | --------------- |
| Chiapas FC | Tuxtla Gutiérrez | 2002/03-2016/17 |

### Aguascalientes
| Verein | Sitz           | Spielzeiten                      |
| ------ | -------------- | -------------------------------- |
| Necaxa | Aguascalientes | 2003/04-08/09, 10/11, seit 16/17 |

Bevor Necaxa im Frühjahr 2003 aus Mexiko-Stadt hierher gekommen war, war der Bundesstaat durch die 1994 gegründeten Gallos de Aguascalientes gerade mal für einige Spielzeiten in der Primera División 'A' vertreten. Das Abenteuer endete im Frühjahr 2002 abrupt, nachdem der Chivas-Eigner Jorge Vergara deren Lizenz erworben hatte und daraus den Club Deportivo Tapatío, ein Farmteam für seinen Club aus Guadalajara, formte.

### Chihuahua
| Verein            | Sitz          | Spielzeiten   |
| ----------------- | ------------- | ------------- |
| Cobras Cd. Juárez | Ciudad Juárez | 1988/89-91/92 |
| Indios Cd. Juárez | Ciudad Juárez | 2008/09-09/10 |
| FC Juárez         | Ciudad Juárez | seit 2019/20  |

Die Cobras waren 1985 vom América-Eigner Televisa gegründet worden, um dort ehemalige Spieler und junge Talente des Club América unterzubringen. Zunächst in Querétaro beheimatet, wurde der Club 1987 auf Anweisung von Televisa nach Ciudad Juárez verpflanzt. Auch die Indios sind kein Eigengewächs der Stadt. Sie entstanden vor der Saison 2005/06, als Pachuca Junior, ein Farmteam des CF Pachuca, hierher delegiert wurde und seinen Namen änderte. Erst das Franchise des 2015 gegründeten FC Juárez wurde in Ciudad Juárez ins Leben gerufen, um mit der Stadt wieder in der zweiten Liga vertreten zu sein, nachdem die Ascenso MX eine Erweiterung der Liga ab der Saison 2015/16 beschlossen hatte. Für die Saison 2019/20 wurde die Erstligalizenz erworben.

### Sinaloa
| Verein      | Sitz     | Spielzeiten          |
| ----------- | -------- | -------------------- |
| Dorados     | Culiacán | 2004/05-05/06, 15/16 |
| Mazatlán FC | Mazatlán | 2020/21              |

## Bundesstaaten, die bisher bestenfalls in der zweiten Liga vertreten waren

### Campeche
| Verein                     | Sitz           | Spielzeiten |
| -------------------------- | -------------- | ----------- |
| Delfines del Carmen Fútbol | Cd. del Carmen | 2013/14     |

### Colima
| Verein              | Sitz    | Spielzeiten                  |
| ------------------- | ------- | ---------------------------- |
| Jaguares de Colima  | Colima  | 1976/77-85/86, 1997/98-99/00 |
| Tecomán FC          | Tecomán | 1983/84-91/92, 1993/94       |
| Real de Colima      | Colima  | 2006/07-08/09                |
| Loros de Colima     | Colima  | 1986/87, 1993/94, 2016/17    |
| Huracanes de Colima | Colima  | 2004/05                      |

Im Gegensatz zu vielen anderen Vereinen, die erst während des Bestehens der 1994 eingeführten Primera 'A' ins Leben gerufen wurden, entstand der zwischen 1997/98 und 1999/00 in dieser Liga vertretene Club de Fútbol Jaguares de Colima bereits 1976 und vertrat den Bundesstaat ebenso über viele Jahre in der alten Segunda División wie der Tecomán FC. Insgesamt zwei Spielzeiten in der seinerzeit noch zweitklassigen Segunda División verbrachten die Loros de Colima, die in der Saison 1993/94 unter der Bezeichnung Club Deportivo Colimense auftraten.
Der nur in der Saison 2004/05 in der Primera 'A' vertretene Huracanes de Colima Fútbol Club gehörte dem Mediengiganten Televisa. Daher war der Verein machtlos, als seine Zweitligalizenz nach nur einem Jahr an die Águilas Riviera Maya im Bundesstaat Quintana Roo übertragen wurde. Seit der Saison 2006/07 war der Bundesstaat durch Real de Colima in der Primera 'A' vertreten. Seit diese Liga in der Saison 2009/10 durch die Liga de Ascenso ersetzt wurde, war Colima weitgehend ohne Zweitligamannschaft. Lediglich die Loros kehrten seitdem für die Saison 2016/17 noch einmal für eine Spielzeit in die zweite Liga zurück.

### Durango
| Verein         | Sitz    | Spielzeiten            |
| -------------- | ------- | ---------------------- |
| Club Alacranes | Durango | 1958/59, 1999/00-10/11 |

Der 1958 gegründete Club Alacranes de Durango, der in seiner ersten Saison 1958/59 in der Segunda División vertreten war, gehörte zu den ältesten Vereinen der Primera División 'A'. Zudem gehört er zu den wenigen Vereinen, die die Qualifikation zur Teilnahme an der zweiten mexikanischen Fußball-Liga auf sportlichem Wege erreicht haben. In der Saison 1998/99 gewannen die Alacranes (Skorpione) sowohl die Apertura als auch die Clausura der drittklassigen Segunda División, wodurch ihnen der Aufstieg nicht mehr zu nehmen war. Zwischen 1999/00 und 2010/11 gehörten sie zum festen Bestandteil der Primera 'A' bzw. deren Nachfolger Liga de Ascenso.

### Guerrero
| Verein               | Sitz     | Spielzeiten            |
| -------------------- | -------- | ---------------------- |
| Club Guerreros       | Acapulco | 1990/91, 1994/95-96/97 |
| Inter de Acapulco    | Acapulco | 1974/75-75/76, 1977/78 |
| Potros Pegaso        | Acapulco | 2001/02-03/04          |
| Delfines de Acapulco | Acapulco | 1991/92-92/93          |
| Club Iguala          | Iguala   | 1974/75                |

Der Club Guerreros de Acapulco entstand durch den 1986 erfolgten Umzug des Drittligisten Surianos de Iguala, der ebenfalls in Guerrero beheimatet war. Am Ende der Saison 1989/90 stand der Gewinn der Drittligameisterschaft und der damit verbundene Aufstieg in die seinerzeit noch zweitklassige Segunda División. Als 1994/95 die Primera División ‚A‘ neu eingeführt wurde, gehörte der Club Guerreros de Acapulco zu den Gründungsmitgliedern. Am Ende der Saison 1996/97 verkaufte der Verein seine Lizenz und war seither nicht mehr in der Liga vertreten.
In der Saison 2001/02 kam der Zweitligafußball nach Acapulco zurück. Mitgebracht wurde er durch den alten Traditionsverein Marte aus Cuernavaca in Morelos, der inzwischen als Farmteam des CF Atlante fungierte und nach dem Umzug unter seiner neuen Bezeichnung Club Potros Pegaso de Acapulco nicht wiederzuerkennen war. Nach drei Jahren in Acapulco wurde das Franchise vor Beginn der Saison 2004/05 nach Nezahualcóyotl verpflanzt und trat nunmehr unter der Bezeichnung Atlante Neza auf.
- siehe auch: Fußball in Acapulco

### Nayarit
| Verein          | Sitz  | Spielzeiten                  |
| --------------- | ----- | ---------------------------- |
| Deportivo Coras | Tepic | 1959/60-95/96, 2014/15-16/17 |
| Chivas Coras    | Tepic | 2005/06                      |

Der langjährige Erstligist Deportivo Coras Tepic spielte zwischen 1972 und 1976 unter der Schirmherrschaft und dem Namen der Universidad de Nayarit, bevor er wieder unter seinem ursprünglichen Namen spielen konnte. Zwischen dem Abstieg der Coras de Deportivo Tepic am Saisonende 1995/96 und ihrer Rückkehr zur Saison 2014/15 brachte in der Saison 2005/06 eine Mannschaft namens Chivas Coras Zweitligafußball nach Tepic. Die aus dem Farmteam CD Tapatío des CD Guadalajara hervorgegangene Mannschaft zog jedoch bereits nach nur einer Spielzeit nach Guadalajara zurück, wo sie wieder unter ihrem ursprünglichen Namen antrat.

### Oaxaca
| Verein                     | Sitz        | Spielzeiten                           |
| -------------------------- | ----------- | ------------------------------------- |
| Alebrijes de Oaxaca FC     | Oaxaca      | seit 2013/14                          |
| CF Oaxaca                  | Oaxaca      | 1985/86-87/88, 1993/94, 2001/02-02/03 |
| Cruz Azul Oaxaca           | Oaxaca      | 2003/04-05/06                         |
| Camaroneros de Salina Cruz | Salina Cruz | 1987/88-89/90                         |
| U.A. Benito Juárez         | Oaxaca      | 1983/84                               |

Cruz Azul Oaxaca war ein Farmteam des CD Cruz Azul, das zwischen 2003/04 und 2005/06 unter der Bezeichnung Cruz Azul Oaxaca auftrat, nachdem Cruz Azul Hidalgo seinen Standort gewechselt hatte. Doch 2006 zog die Mannschaft in die ursprüngliche Heimat des Vereins nach Jasso zurück und tritt seitdem wieder unter ihrem früheren Namen an. Aber auch ihr Vorgänger in der Liga, der Club de Fútbol Oaxaca, war kein echtes Eigengewächs der Stadt. Um in der Primera División 'A' spielen zu dürfen, wurde 2001 die Lizenz der Lobos BUAP aus Puebla erworben und nur zwei Jahre später nach Tlaxcala übertragen. 2013 wurde von diversen Lokalpolitikern und Unternehmern der Alebrijes de Oaxaca FC ins Leben gerufen und mit einer Lizenz für die zweite Liga ausgestattet. Noch in seiner ersten Saison erreichte die Mannschaft das Pokalfinale der Clausura 2014, das gegen den Erstligisten UANL Tigres verloren wurde.

### Sonora
| Verein               | Sitz        | Spielzeiten    |
| -------------------- | ----------- | -------------- |
| Cimarrones de Sonora | Hermosillo  | seit 2015/16   |
| Guerreros            | Hermosillo  | 2009/10-Ape 10 |
| Pioneros             | Cd. Obregón | 2004/05        |
| Coyotes de Sonora    | Hermosillo  | 2005/06        |
| Gallos Blancos       | Hermosillo  | Ver 1996       |

Weil der seinerzeitige Erstligist und spätere Absteiger Tampico-Madero FC während der Saison 1994/95 nach Querétaro verzogen war, wo er auch nach seinem Abstieg in die Primera División 'A' verweilte, zog die in derselben Liga spielende Mannschaft der Universidad Autónoma de Querétaro, kurz U.A.Q., während der Saison 1995/96 nach Hermosillo, um dort fortan unter der Bezeichnung Gallos Blancos de Hermosillo zu spielen. Obwohl das Team die Saison als Vizemeister abschloss und somit den Aufstieg ins Fußballoberhaus nur knapp verpasste, zog der Verein sich aus der Liga zurück und verschwand. Der Guerreros FC war eines von 17 Gründungsmitgliedern der 2009/10 eingeführten Liga de Ascenso, zog sich aber bereits im Winter 2010 aus der Liga zurück. Nachdem zuvor keine Mannschaft mehr als maximal anderthalb Jahre in der Zweitklassigkeit verbrachte, haben sich die Cimarrones inzwischen zu einer konstanten Größe entwickelt.

### Tabasco
| Verein        | Sitz         | Spielzeiten      |
| ------------- | ------------ | ---------------- |
| Lagartos      | Villahermosa | Cla 03-Cla 06    |
| Caimanes      | Villahermosa | 1993/94, 1994/95 |
| Guerreros     | Villahermosa | Ape 06           |
| Pumas Tabasco | Villahermosa | 2020/21          |

Der Club Caimanes de Tabasco war Gründungsmitglied der in der Saison 1994/95 neu installierten Primera División 'A' und am Ende der Eröffnungssaison der erste sportliche Absteiger aus dieser Liga. Eine längere Ligazugehörigkeit gelang dem im Winter 2002/03 ins Leben gerufenen Club Lagartos de Tabasco, der Lizenz und Mannschaft aus Orizaba übernahm. Zum Saisonende 2005/06 verkauften die Lagartos ihre Lizenz, während ein neu gegründeter Verein mit der Bezeichnung Guerreros de Tabasco den Bundesstaat in der zweiten Liga vertrat, bevor er nur ein halbes Jahr später seine Lizenz an den späteren Erstligisten Club Tijuana Xoloitzcuintles übertrug. Zur Saison 2020/21 stieg mit den Pumas Tabasco ein neu gegründetes Farmteam des Hauptstadtvereins UNAM Pumas in die zweite Liga ein, das seine Heimspiele in Villahermosa absolviert.

### Tlaxcala
| Verein                | Sitz     | Spielzeiten   |
| --------------------- | -------- | ------------- |
| Lobos de Tlaxcala     | Tlaxcala | 1979/80–81/82 |
| Guerreros de Tlaxcala | Tlaxcala | 2003/04       |
| Tlaxcala FC           | Tlaxcala | 2020/21       |

Bevor die Guerreros de Tlaxcala 2003/04 in der Primera División 'A' spielten, brachte der Club Deportivo Lobos de Tlaxcala Zweitligafußball in den kleinsten mexikanischen Bundesstaat. Die Lobos gewannen 1978/79 die Meisterschaft der Tercera División und spielten in den drei folgenden Spielzeiten in der Segunda División. Somit war ihnen auf sportlichem Wege gelungen, was die Guerreros sich später (durch Erwerb der Lizenz des CF Oaxaca) erkaufen mussten. Dem neuesten Vertreter Tlaxcala FC gelang der sportliche Aufstieg bereits 2017, doch weil er zum damaligen Zeitpunkt über kein zweitligataugliches Stadion verfügte, wurde der Aufstieg in Übereinstimmung mit dem Verband bis zur Fertigstellung seines neuen Stadions zurückgestellt.

### Yucatán
| Verein           | Sitz   | Spielzeiten                     |
| ---------------- | ------ | ------------------------------- |
| Atlético Yucatán | Mérida | 1984/85, 1988/89-00/01, 2002/03 |
| Venados FC       | Mérida | 2003/04-04/05, seit 2008/09     |

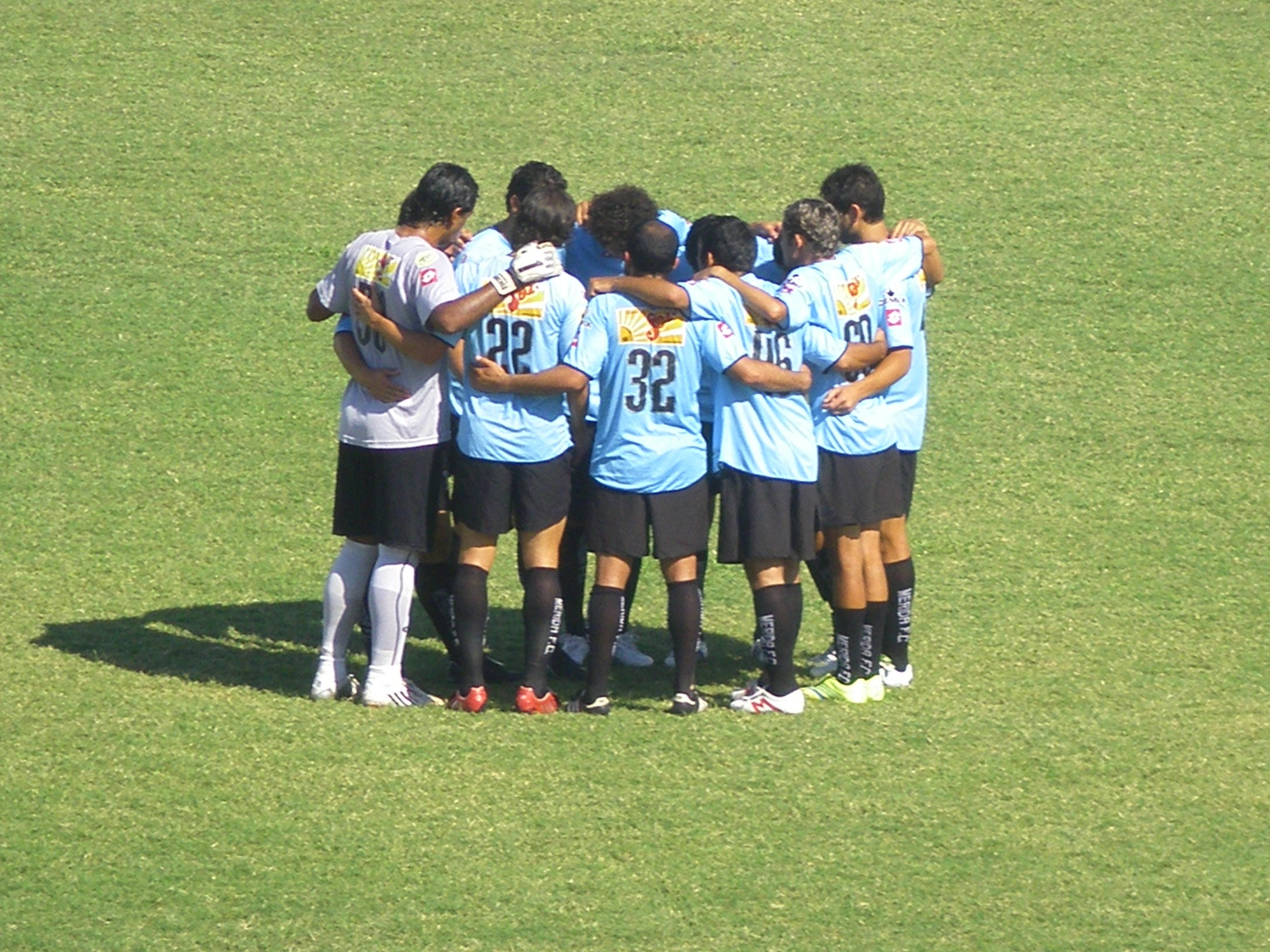
Die Mannschaft des Mérida FC schwört sich auf den Sieg ein; auch wenn’s nicht immer hilft, wie hier vor dem Match gegen die Indios de Chihuahua (0:1) am 7. März 2009.

In einem turnusmäßigen Zehnjahres-Rhythmus erreichten Atlético Yucatán in den Jahren 1989 und 1999 sowie zuletzt der Mérida FC (seit 2015 Venados FC) im Sommer 2009 die Aufstiegsfinals zur Primera División, scheiterten jedoch in sämtlichen Fällen.
Der CD Atlético Yucatán spielte bereits in der alten Segunda División, als diese noch die zweithöchste Spielklasse im mexikanischen Vereinsfußball war. Am Ende der Saison 1988/89 scheiterten die Venados im Aufstiegsfinale gegen die Potros Neza, die ihre Erstligalizenz allerdings noch vor Beginn der neuen Saison an den CD Veracruz veräußert hatten. 1994 war Atlético Gründungsmitglied der neuen Primera División 'A' und erreichte am Ende der Saison 1998/99 abermals die Aufstiegsfinals, in denen man diesmal gegen den Club Unión de Curtidores unterlag, der seine Erstliga-Spielberechtigung ebenfalls nicht wahrnahm. Als Atlético sich nach der Saison 2002/03 endgültig aus der Liga zurückgezogen hatte und seine Auflösung bekannt gab, holten die Brüder Arturo und Mauricio Millet Reyes Mannschaft und Lizenz von Nacional Tijuana nach Mérida und formten daraus den Venados del Mérida Fútbol Club als legitimen Nachfolger des verschwundenen Atlético Venados de Yucatán. Der neue Verein erreichte 2009 die Aufstiegsfinals gegen den Querétaro FC und unterlag nach langem Kampf (1:2 und 1:0) mit 4:5 im Elfmeterschießen.

### Zacatecas
| Verein               | Sitz      | Spielzeiten           |
| -------------------- | --------- | --------------------- |
| Mineros de Zacatecas | Zacatecas | 1986/87, seit 2014/15 |
| Real Sociedad        | Zacatecas | 1996/97-02/03         |

Real Sociedad Deportiva de Zacatecas profitierte 1996 von einer Ligaerweiterung und wurde zusammen mit Atlético Hidalgo für die Saison 1996/97 in die Primera División 'A' aufgenommen. Nach siebenjähriger Zugehörigkeit zur zweiten Liga wurde die Mannschaft aufgrund von finanziellen Engpässen zum Saisonende 2002/03 aufgelöst und ihre Lizenz auf den Altamira FC im Bundesstaat Tamaulipas übertragen. Seit 2014/15 vertreten die Mineros, die bereits in der Saison 1986/87 eine Spielzeit in der damals noch zweitklassigen Segunda División verbracht hatten, den Bundesstaat Zacatecas in der zweiten Liga.

## Bundesstaat, der bisher bestenfalls in der dritten Liga vertreten war

### Baja California Sur
| Verein                | Sitz           | Spielzeiten   |
| --------------------- | -------------- | ------------- |
| Delfines de Los Cabos | Cabo San Lucas | 2007/08-10/11 |
| La Paz FC             | La Paz         | 2019/20       |

Von allen 32 Bundesstaaten Mexikos (einschließlich des Distrito Federal) kam der Profifußball hier zuletzt an. Erstmals überhaupt bewarb sich mit dem an der Südspitze der Halbinsel beheimateten Delfines de Los Cabos Fútbol Club ein Verein aus B.C.S. um die Teilnahme an der Segunda División für die Saison 2007/08.
- siehe auch: Fußball in Baja California Sur

## Übersicht aller bisherigen Meister von Mexiko
| Verein              | Ges. | PF   | PD |
| ------------------- | ---- | ---- | -- |
| América             | 17   | 4    | 13 |
| Club España         | 15   | 14   | 1  |
| CD Guadalajara      | 12   | --   | 12 |
| Dep. Toluca         | 10   | --   | 10 |
| CF Pachuca          | 8-9* | 2-3* | 6  |
| Cruz Azul           | 8    | --   | 8  |
| Club León           | 7    | --   | 7  |
| Necaxa              | 7    | 4    | 3  |
| UANL Tigres         | 7    | --   | 7  |
| UNAM Pumas          | 7    | --   | 7  |
| Reforma AC          | 6    | 6    | -- |
| Santos Laguna       | 6    | --   | 6  |
| Atlante             | 5    | 2    | 3  |
| CF Monterrey        | 5    | --   | 5  |
| CF Asturias         | 3    | 2    | 1  |
| Marte               | 3    | 2    | 1  |
| CD Veracruz         | 2    | --   | 2  |
| CD Zacatepec        | 2    | --   | 2  |
| Puebla FC           | 2    | --   | 2  |
| Orizaba AC          | 1    | 1    | -- |
| Mexico Cricket Club | 1    | 1    | -- |
| British Club        | 1    | 1    | -- |
| CF México           | 1    | 1    | -- |
| Atlas Guadalajara   | 1    | --   | 1  |
| CD Tampico          | 1    | --   | 1  |
| CD Oro              | 1    | --   | 1  |
| UAG Tecos           | 1    | --   | 1  |
| Morelia             | 1    | --   | 1  |
| Tijuana             | 1    | --   | 1  |
| FV Germania         | 0-1* | 0-1* | -- |

### Legende
- Ges. = Anzahl aller Meistertitel (Primera Fuerza und Primera División)
- PF = Anzahl der Titelgewinne in der Primera Fuerza (1902/03 bis 1942/43)
- PD = Anzahl der Titelgewinne in der Primera División (seit 1943/44)

(*) Je ein Titel für den CF Pachuca und den FV Germania sind fraglich, da sie nach einigen Quellen nur inoffiziellen Charakter haben, während sie von der Rec.Sport.Soccer Statistics Foundation (RSSSF) berücksichtigt werden.
Stand: einschl. Apertura 2019 (gewonnen vom CF Monterrey)

## Die Clubs im internationalen Vergleich
Dieser Abschnitt behandelt das Abschneiden mexikanischer Vereinsmannschaften in internationalen Turnieren. Für die mexikanische Nationalmannschaft existiert ein separater Artikel.

### Die Wettbewerbe der CONCACAF
Erstmals 1962 wurde der CONCACAF Champions’ Cup ausgetragen. Der seit 2008/09 unter der Bezeichnung CONCACAF Champions League ausgetragene Wettbewerb fand bisher 58 Mal statt (vorzeitige Abbrüche ohne Ermittlung eines Siegers bleiben hier unberücksichtigt) und wurde bereits 38 Mal von mexikanischen Teams gewonnen. Dies entspricht einer Erfolgsquote von rund 65 % (Stand: Saison 2024). Zwischen 2006 und 2021 wurde das Turnier ausschließlich von mexikanischen Mannschaften gewonnen. Rekordsieger mit sieben Titeln ist der in der mexikanischen Hauptstadt beheimatete Club América.
Übersicht der mexikanischen Sieger im CONCACAF Champions’ Cup:
| Team                  | Titel | Titelgewinne                             |
| --------------------- | ----- | ---------------------------------------- |
| América               | 7     | 1977, 1987, 1990, 1992, 2006, 2015, 2016 |
| Cruz Azul             | 6     | 1969, 1970, 1971, 1996, 1997, 2014       |
| Pachuca               | 6     | 2002, 2007, 2008, 2010, 2017, 2024       |
| Monterrey             | 5     | 2011, 2012, 2013, 2019, 2021             |
| UNAM-Pumas            | 3     | 1980, 1982, 1989                         |
| CD Guadalajara        | 2     | 1962, 2018                               |
| Toluca                | 2     | 1968, 2003                               |
| Atl. Español/Necaxa   | 2     | 1975, 1999                               |
| Atlante               | 2     | 1983, 2009                               |
| Puebla                | 1     | 1991                                     |
| UANL Tigres           | 1     | 2020                                     |
| León                  | 1     | 2023                                     |
| Leones Negros UDG (*) | 1     | 1978                                     |

(*) 1978 wurde kein Gesamtsieger ausgespielt, so dass es drei Zonensieger gab. Das Team der Universidad de Guadalajara (UDG) war Sieger der Zone Nord.
Eine untergeordnete Rolle spielte der nur vorübergehend ausgetragene CONCACAF Cup Winners’ Cup, der nur viermal zwischen 1991 und 1995 stattfand und dreimal von mexikanischen Teams gewonnen wurde: 1993 vom CF Monterrey, 1994 von Necaxa und 1995 von den UAG Tecos.
Außerdem wurde 2001 nur einmalig der CONCACAF Giants Cup ausgetragen und vom Club América gewonnen.

### Copa Interamericana
Die Copa Interamericana war ein Wettbewerb, bei dem sich die Sieger des CONCACAF Champions’ Cup (aus Nord- und Mittelamerika) und der Copa Libertadores (aus Südamerika) gegenüberstehen sollten. Weil der zwischen 1968 und 1998 insgesamt 18 Mal ausgetragene Wettbewerb von den südamerikanischen Mannschaften nicht unbedingt ernst genommen wurde, traten allerdings nicht immer die tatsächlichen Sieger der Copa Libertadores an und in einigen Jahren fiel die Austragung ganz ins Wasser. Typisch für diesen Wettbewerb war ferner die verzögerte Austragung, die in der Regel erst im Folgejahr stattfand. Achtmal qualifizierten sich mexikanische Teams für die Teilnahme und dreimal konnten sie die Trophäe gewinnen: América für die Jahre 1977 und 1990, die UNAM Pumas für 1980. Damit ist Mexiko das erfolgreichste Land hinter Argentinien, dessen Teams insgesamt siebenmal erfolgreich waren.
Nachstehend alle Finalergebnisse mit mexikanischer Beteiligung:
| Jahr | Datum      | Spielort          | Paarung                                             |
| ---- | ---------- | ----------------- | --------------------------------------------------- |
| 1968 | 13.02.1969 | Toluca            | Toluca – Estudiantes L.P. 1:2                       |
|      | 19.02.1969 | La Plata          | Estudiantes L.P. – Toluca 1:2                       |
|      | 21.02.1969 | Montevideo        | Estudiantes L.P. – Toluca 3:0                       |
| 1971 | 15.07.1972 | Mexiko-Stadt      | Cruz Azul – Nacional Montevideo 1:1                 |
|      | 07.11.1972 | Montevideo        | Nacional Montevideo – Cruz Azul 2:1                 |
| 1975 | 26.08.1976 | Caracas           | CA Independiente – Atlético Español 2:2             |
|      | 29.08.1976 | Caracas           | CA Independiente - Atlético Español 0:0 (4:2 n. E.) |
| 1977 | 28.03.1978 | Buenos Aires      | Boca Juniors – América 3:0                          |
|      | 12.04.1978 | Mexiko-Stadt      | América – Boca Juniors 1:0                          |
|      | 14.04.1978 | Mexiko-Stadt      | América – Boca Juniors 2:1 n. V.                    |
| 1980 | 25.03.1981 | Mexiko-Stadt      | UNAM Pumas – Nacional Montevideo 3:1                |
|      | 28.04.1981 | Montevideo        | Nacional Montevideo – UNAM Pumas 3:1                |
|      | 15.05.1981 | Los Angeles       | UNAM Pumas – Nacional Montevideo 2:1                |
| 1989 | 25.07.1990 | Medellin          | Atlético Nacional – UNAM Pumas 2:0                  |
|      | 01.08.1990 | Mexiko-Stadt      | UNAM Pumas – Atlético Nacional 1:4                  |
| 1990 | 01.10.1991 | Asunción          | Olimpia Asunción – América 1:1                      |
|      | 12.10.1991 | Mexiko-Stadt      | América – Olimpia Asunción 2:1                      |
| 1991 | 09.09.1992 | Puebla            | Puebla - CSD Colo-Colo 1:4                          |
|      | 23.09.1992 | Santiago de Chile | Colo-Colo – Puebla 3:1                              |

### Die FIFA-Klub-Weltmeisterschaft
Erstmals im Jahr 2000 wurde die FIFA-Klub-Weltmeisterschaft ausgetragen, die seit 2005 in jährlichem Rhythmus stattfindet. Eine mexikanische Mannschaft kann sich zur Teilnahme qualifizieren durch den Gewinn des CONCACAF Champions’ Cup; nicht aber durch den Gewinn der Copa Libertadores, weil sich in diesem Wettbewerb das bestplatzierte Team aus Südamerika qualifiziert. Bisher nahmen folgende Mannschaften aus Mexiko an der FIFA-Klub-Weltmeisterschaft teil:
| Jahr | Verein      | Platzierung |
| ---- | ----------- | ----------- |
| 2000 | Necaxa      | 3. Platz    |
| 2006 | América     | 4. Platz    |
| 2007 | Pachuca     | 6. Platz    |
| 2008 | Pachuca     | 4. Platz    |
| 2009 | Atlante     | 4. Platz    |
| 2010 | Pachuca     | 5. Platz    |
| 2011 | Monterrey   | 5. Platz    |
| 2012 | Monterrey   | 3. Platz    |
| 2013 | Monterrey   | 5. Platz    |
| 2014 | Cruz Azul   | 4. Platz    |
| 2015 | América     | 5. Platz    |
| 2016 | América     | 4. Platz    |
| 2017 | Pachuca     | 3. Platz    |
| 2018 | Guadalajara | 6. Platz    |
| 2019 | Monterrey   | 3. Platz    |
| 2020 | UANL Tigres | 2. Platz    |
| 2021 | Monterrey   | 5. Platz    |
| 2023 | León        | 5. Platz    |
| 2024 | Pachuca     | 2. Platz    |

### Copa Libertadores
Seit 1998 dürfen mexikanische Teams an der traditionsreichen und bis dahin ausschließlich unter südamerikanischen Mannschaften ausgespielten Copa Libertadores teilnehmen. Bisher gelang die Qualifikation 16 Vereinen aus Mexiko, ein weiterer scheiterte in der Qualifikationsrunde. Häufigster Teilnehmer war der Club América, der siebenmal dabei war. Erfolgreichste Teams waren Cruz Azul, Guadalajara und die UANL Tigres mit ihren Finalteilnahmen 2001, 2010 bzw. 2015. Im Wettbewerb des Jahres 2009 nahmen die Mannschaften des CF Pachuca (in der Qualifikation gegen Universidad de Chile gescheitert) sowie Deportivo Guadalajara und Club San Luis teil, die ihre Vorrundengruppe jeweils mit dem zweiten Platz abgeschlossen und sich somit für das Achtelfinale qualifiziert hatten. Dort hätte Guadalajara gegen den FC São Paulo und San Luis gegen Nacional Montevideo gespielt. Weil die CONMEBOL den mexikanischen Teams wegen der sogenannten Schweinegrippe jedoch das Heimrecht aberkannt hatte und es nur zu jeweils einem Spiel in Südamerika gekommen wäre, zogen die Mexikaner ihre Teams aus dem Turnier zurück und kündigten ferner an, in Zukunft nicht mehr bei den Turnieren der CONMEBOL antreten zu wollen. Dennoch nehmen seit der Copa Libertadores 2010 wieder mexikanische Vertreter teil. Guadalajara und San Luis wurden aufgrund der Ereignisse vom Vorjahr separat eingeladen und waren automatisch für das Achtelfinale gesetzt, während sich Monterrey und Morelia über den herkömmlichen Modus qualifizierten. Wegen der Ausdehnung des Terminplans der Copa Libertadores 2017 verzichteten die mexikanischen Vereine auf eine Teilnahme.
Übersicht der mexikanischen Vereinsmannschaften und der von ihnen jeweils erreichten Runde in der Copa Libertadores (1998–2016):
| Verein           | Teilnahmen | Erreichte Runde / Jahre       |
| ---------------- | ---------- | ----------------------------- |
| América          | 7          | Halbfinale 2000, 2002, 2008   |
|                  |            | Viertelfinale 2007            |
|                  |            | Achtelfinale 1998, 2004, 2011 |
| CD Guadalajara   | 6          | Finale 2010                   |
|                  |            | Halbfinale 2005, 2006         |
|                  |            | Vorrunde 1998, 2008, 2012     |
| UANL Tigres      | 4          | Finale 2015                   |
|                  |            | Viertelfinale 2005            |
|                  |            | Achtelfinale 2006             |
|                  |            | Qualifikation 2012            |
| Monarcas Morelia | 4          | Viertelfinale 2002            |
|                  |            | Vorrunde 2010                 |
|                  |            | Qualifikation 2014, 2015      |
| Cruz Azul        | 3          | Finale 2001                   |
|                  |            | Viertelfinale 2003            |
|                  |            | Achtelfinale 2012             |
| Atlas            | 3          | Viertelfinale 2000, 2008      |
|                  |            | Vorrunde 2015                 |
| UNAM Pumas       | 3          | Viertelfinale 2016            |
|                  |            | Achtelfinale 2003             |
|                  |            | Vorrunde 2006                 |
| Toluca           | 3          | Achtelfinale 2007, 2016       |
|                  |            | Vorrunde 2013                 |
| Santos Laguna    | 2          | Achtelfinale 2004, 2014       |
| San Luis         | 2          | Achtelfinale 2010             |
|                  |            | Vorrunde 2011                 |
| Necaxa           | 2          | Achtelfinale 2007             |
|                  |            | Qualifikation 1999            |
| León             | 2          | Achtelfinale 2014             |
|                  |            | Qualifikation 2013            |
| Pachuca          | 2          | Achtelfinale 2005             |
|                  |            | Qualifikation 2009            |
| Monterrey        | 2          | Vorrunde 1999, 2010           |
| Jaguares         | 1          | Viertelfinale 2011            |
| Tijuana          | 1          | Viertelfinale 2013            |
| Puebla           | 1          | Qualifikation 2016            |

### Copa Sudamericana
Um auch die zweite Jahreshälfte mit einem internationalen Turnier auszustatten (die Copa Libertadores findet zwischen Januar und Juli statt), wird seit dem Jahr 2002 alljährlich die Copa Sudamericana ausgetragen. Seit 2005 dürfen auch mexikanische Teams teilnehmen. In diesem Wettbewerb waren sie bisher erfolgreicher als in der Copa Libertadores: Pachuca gewann die Trophäe im Jahr 2006. Ferner erreichten die UNAM Pumas (2005) und der Club América (2007) je einmal die Finalspiele. Seit 2009 nehmen die Mexikaner nicht mehr an diesem Turnier teil (vgl. Anmerkung oben unter Copa Libertadores).
Übersicht der mexikanischen Vereinsmannschaften und der von ihnen jeweils erreichten Runde in der Copa Sudamericana (2002–2008):
| Verein         | Teilnahmen | Erreichte Runde / Jahre             |
| -------------- | ---------- | ----------------------------------- |
| Pachuca        | 2          | Sieger 2006, Achtelfinale 2007      |
| América        | 2          | Finale 2007, Viertelfinale 2005     |
| CD Guadalajara | 2          | Halbfinale 2008, Viertelfinale 2007 |
| UNAM Pumas     | 1          | Finale 2005                         |
| CD Toluca      | 1          | Halbfinale 2006                     |
| Club San Luis  | 1          | Achtelfinale 2008                   |

### Copa Merconorte
Vor Einführung der Copa Sudamericana gab es bereits den Versuch, zwei nebeneinander bestehende Turniere unter den Namen Copa Merconorte und Copa Mercosur zu etablieren, doch wurden diese bereits nach wenigen Jahren wieder eingestellt. Die Copa Merconorte wurde zwischen 1998 und 2001 insgesamt viermal ausgetragen und an den beiden letzten Turnieren nahmen auch jeweils drei mexikanische Vereinsmannschaften teil. Diese erzielten folgende Ergebnisse:
| Verein         | Teilnahmen | Erreichte Runde / Jahre        |
| -------------- | ---------- | ------------------------------ |
| CD Guadalajara | 2          | Halbfinale 2000, Vorrunde 2001 |
| Necaxa         | 2          | Halbfinale 2001, Vorrunde 2000 |
| Santos Laguna  | 1          | Halbfinale 2001                |
| Toluca         | 1          | Vorrunde 2000                  |